# SMAD4

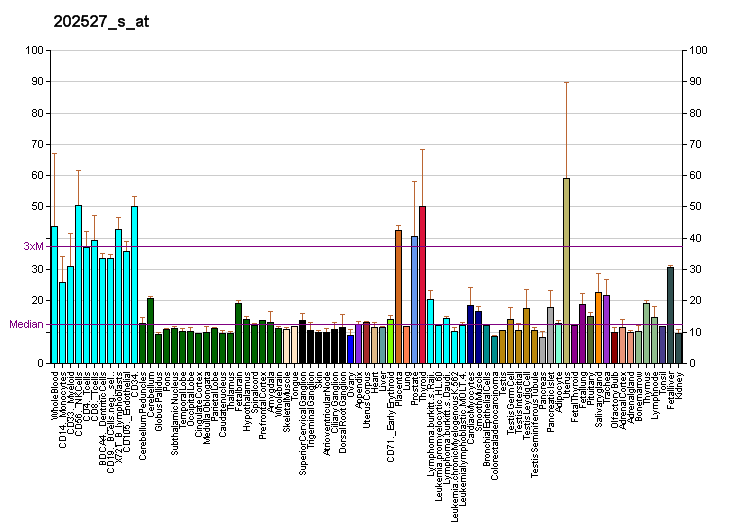
Patrón de expresión génica del gen SMAD4.

El gen SMAD4, también llamado DPC4, es un gen supresor de tumores situado en el cromosoma 18 humano (18q21.2). Codifica una proteína de 522 aminoácidos implicada en la regulación de la señal de transducción TGF-β. El TGF-β o factor de crecimiento transformante beta, tiene muchos efectos diferentes en función del tipo de tejido, en la mayoría de las células epiteliales actúa como inhibidor del crecimiento. El gen SMAD4 se encuentra frecuentemente mutado en las células de varios tipos de cáncer, como el cáncer de páncreas y el cáncer de colon, también en el síndrome de poliposis juvenil, enfermedad hereditaria que se caracteriza por la existencia de numerosos pólipos en el intestino, dichos pólipos son hamartomas de carácter benigno, pero presentan un alto riesgo de malignizacion y desarrollar cáncer colorrectal.